# Жирный четверг
Жирный четверг (Грязный четверг, Женский четверг; пол. tłusty czwartek; морав. Tučný, Tłustý čtvrtek; словен. Debelnica, Debeli, Tolsti četrtek; венг. torkos csütörtök; нем. Fetter Donnerstag, Schmotziger Donnerstag; греч. Τσικνοπέμπτη; итал. Giovedì Grasso; кат. Dijous Gras) — народное название последнего четверга перед Великим постом у некоторых европейских народов. Следующие за ним пятница и суббота были постными, а в воскресенье, понедельник и вторник ели скоромную пищу.

## Польские традиции
Хотя посты сейчас обычно не соблюдают, в четверг по-прежнему готовят обильную еду, с большим количеством мяса, на свином сале пекут традиционные пончики (пол. pączki), оладьи, пышки, хворост (пол. racuchy, pampuchy, faworki). В городах в «жирный четверг» пончики продают и в магазинах, и на открытых лотках. В Олькушском повяте хозяйки в старину брали пончики и оладьи в корчму и там веселились, танцевали под музыку, стараясь подскакивать как можно выше, так как считалось, что от этого конопля будет высокой.
В Познанском воеводстве в четверг девушки устраивали для парней цумбер, цумпер (пол. cumber, cumper), угощали их, поили водкой за то, что они приходили к ним на попрядухи. Известен был так называемый бабский цомпер (пол. babski comper) — увеселение краковских уличных торговок. Ряженые торговки из предместья Пяски волокли на Рынок (центральную площадь Кракова) соломенную куклу, танцевали вокруг сукенниц (пол. sukiennice — торговые ряды), бегали по улицам, приставали к мужчинам, заставляли их плясать, если они не откупались деньгами. Особенно доставалось холостякам. В кульминационный момент женщины раздирали соломенную куклу. Торговки приносили много всякой еды и пировали в складчину, угощая мужчин, танцевавших с ними. Подобно этому справляли бабский цомбер в Севеже около Ченстохова. Женщины ходили и танцевали по улицам и площадям, хватали людей, втягивая их в веселье. Это называлось цомбжичь, цембжичь (пол. combrzyć, cembrzyć). Известен был цомбер и в центральных районах Польши.